# Exospermastix robusta
Exospermastix robusta är en mångfotingart som beskrevs av Karl Wilhelm Verhoeff 1951. Exospermastix robusta ingår i släktet Exospermastix och familjen Spirostreptidae. Inga underarter finns listade i Catalogue of Life.